# Wislaschoorwalkanaal
Het Wislaschoorwalkanaal, officieel bekend als het Nowy Świat-scheepskanaal, is het kanaal door het Poolse deel van de Wislaschoorwal dat een tweede verbinding creëert tussen het Wislahaf en de Bocht van Gdańsk. Hierdoor kunnen schepen het Wislahaf en de haven van Elbląg binnenvaren zonder afhankelijk te zijn van de Russische Straat van Baltiejsk, wat de reis met 100 kilometer inkort en bovendien de Russische controles vermijdt.
De bouw ervan begon in februari 2019. Het is 1305 meter (1,3 km) lang en laat schepen toe met een diepgang tot 4 m, lengte tot 100 m en scheepsbreedte tot 20 meter.
Op 17 september 2022 werd het kanaal officieel geopend. Verdere werkzaamheden gaan nog door.
Het kanaal ligt tussen de dorpen Skowronki en Przebrno, op de plaats van de verlaten nederzetting Nowy Świat, vandaar de officiële naam. De schoorwal ligt in het gebied van de Woiwodschap Pommeren, hoewel de kust tot Ermland-Mazurië behoort; de grens tussen de woiwodschappen ligt in de Wislahaf.

## Werken
De belangrijkste werken zijn onder meer:
- Bouw van de golfbrekervoorbaai aan de kant van de baai van Gdańsk met 10.000 betonblokken
- Aanleg van de vaargeul met alle bijbehorende infrastructuur, inclusief schutsluis
- Nieuwe wegen en twee draaibruggen
- Bouw van een kunstmatig eiland in het Wislahaf

De werken begonnen met het kappen van bomen, van 15 tot 20 februari 2019. Eind maart moesten de houtkap en het verwijderen van takken voltooid zijn.
Op 30 mei 2020 werd de start van de bouw van het kunstmatige eiland aangekondigd. Het gebied zal naar verwachting ongeveer 180 hectare groot zijn en er wordt verwacht dat het een vogelhabitat zal zijn. De voorlopige naam is het Aestiaanse eiland, geselecteerd via een opiniepeiling en formeel goedgekeurd.
De eerste van twee bruggen over het kanaal, de zuidelijke, werd in juni 2021 voltooid. Ze ligt op de weg die Krynica Morska en Stegna verbindt.

## Kosten
In oktober 2019 werd een contract getekend met een Pools-Belgisch consortium om het kanaal te bouwen voor een bedrag van 992 miljoen PLN (230 miljoen euro). De totale kosten van het project zullen naar verwachting 2 miljard PLN bedragen.

## Zorgen
De Russische Federatie maakte krachtig bezwaar tegen het kanaal, zowel om milieu- als om veiligheidsredenen. Door het kanaal kunnen NAVO-oorlogsschepen het Wislahaf binnenvaren zonder de Russische militaire faciliteiten in Baltiejsk te passeren, wat volgens de Russen een directe bedreiging vormt voor de veiligheid van Kaliningrad en de Russische Federatie als geheel.
Milieuactivisten in Europa en Polen hadden zorgen geuit over het milieu.
Zeebioloog Dr. Agata Błaszczyk spreekt zijn bezorgdheid uit over de fosfor die zich ophoopt in de sedimenten op de bodem van het haf, voornamelijk afkomstig van technisch afvalwater van industrieën in de omgeving van Elbląg, van rioolwater van de veehouderij en van uitgespoelde meststoffen, die bijdragen aan de eutrofiëring van het bijna gesloten haf, wat kan resulteren in een sterke groei van cyanobacteriën, de zogenoemde algenbloei. De nieuwe waterweg zal naar verwachting bijdragen aan de mobiliteit van de sedimenten, wat misschien zal resulteren in veranderingen in de mariene ecologie van de aangrenzende gebieden van de Oostzee, met onbekende gevolgen. De zorg is dat de cyanobacteriën in het haf anders zijn dan die in de open zee, met een hogere toxiciteit.

## Fotogalerij

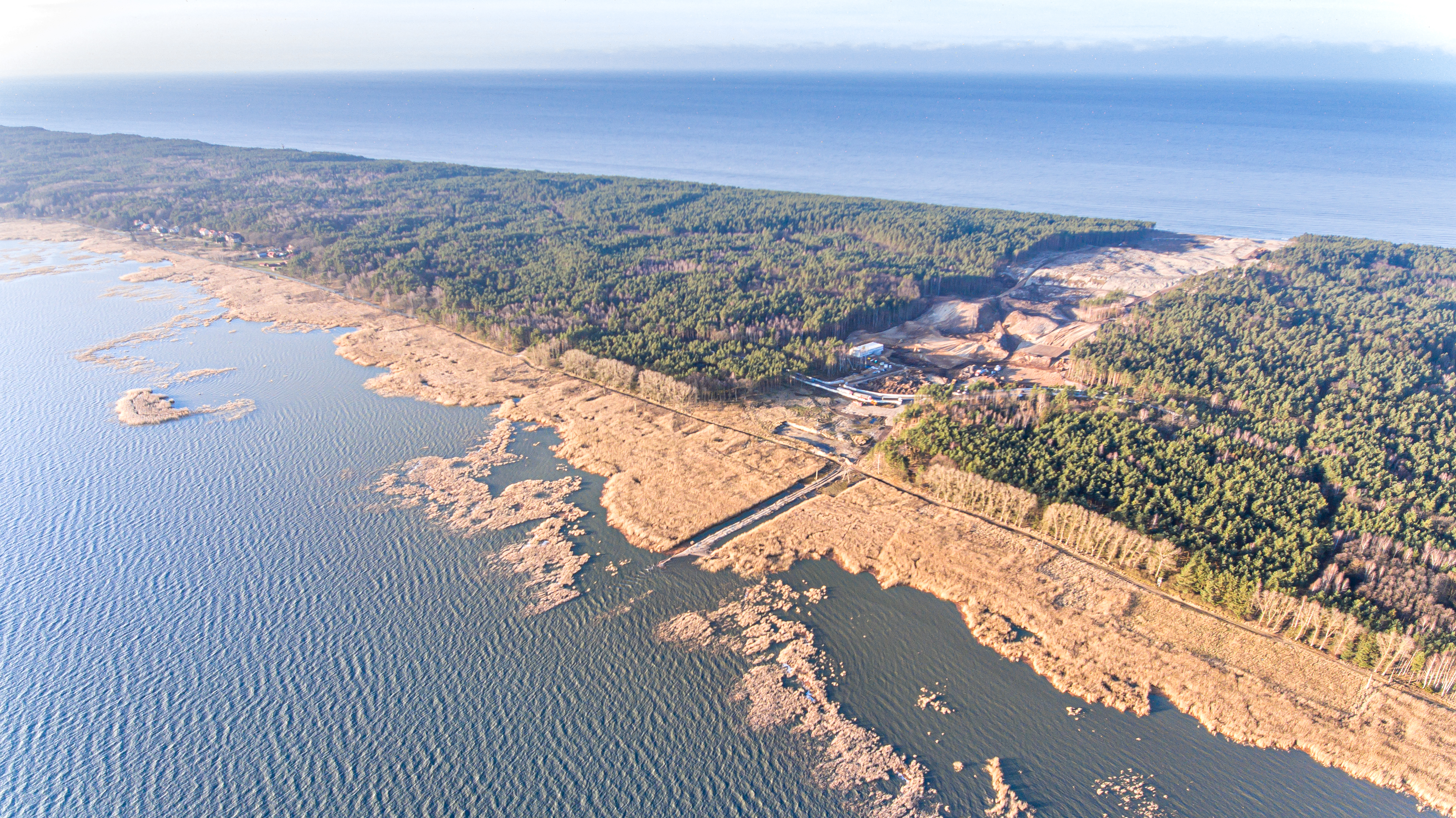
Het kanaal in aanbouw in januari 2020
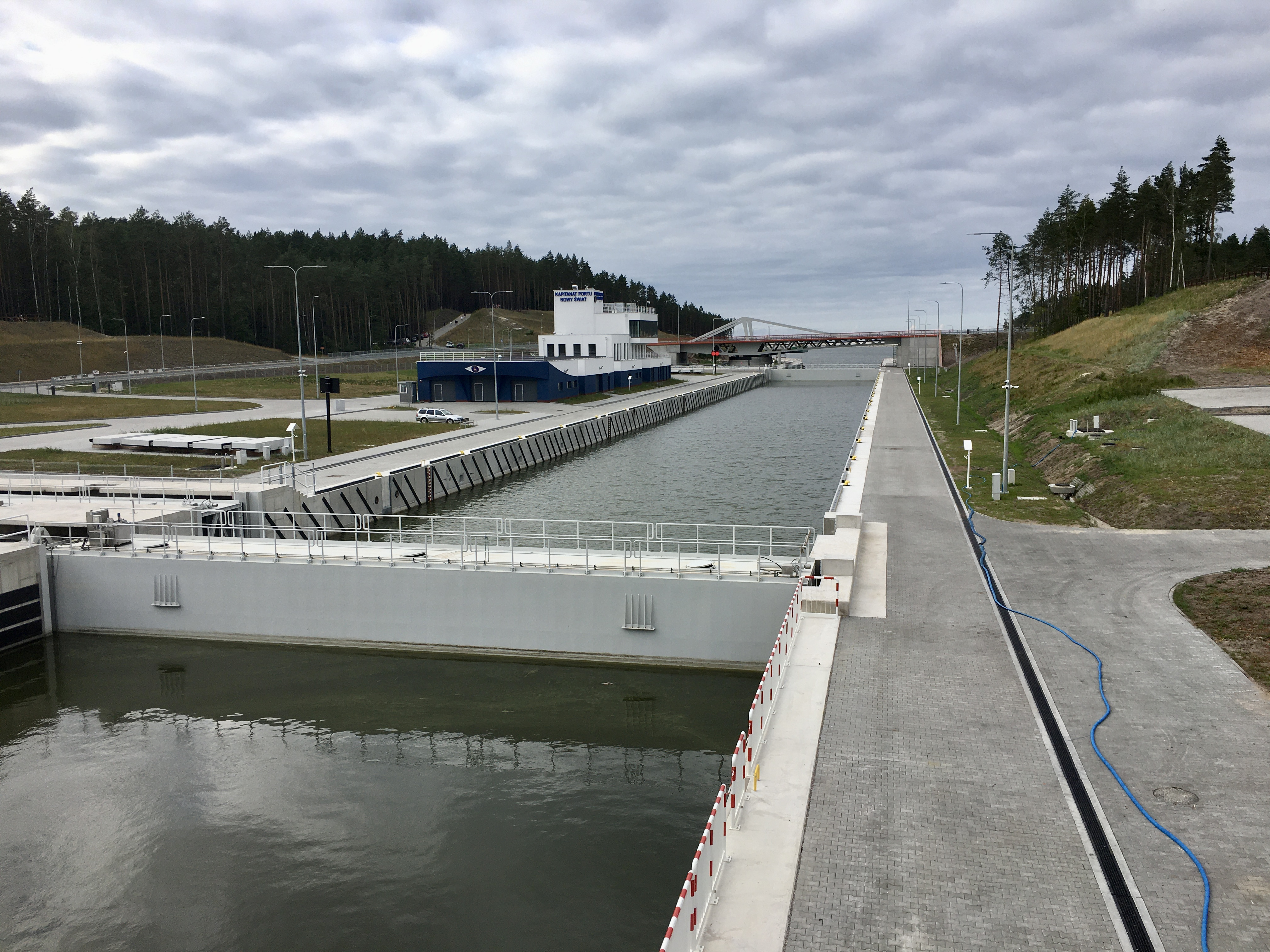
De sluis in het Wislaschoorwalkanaal
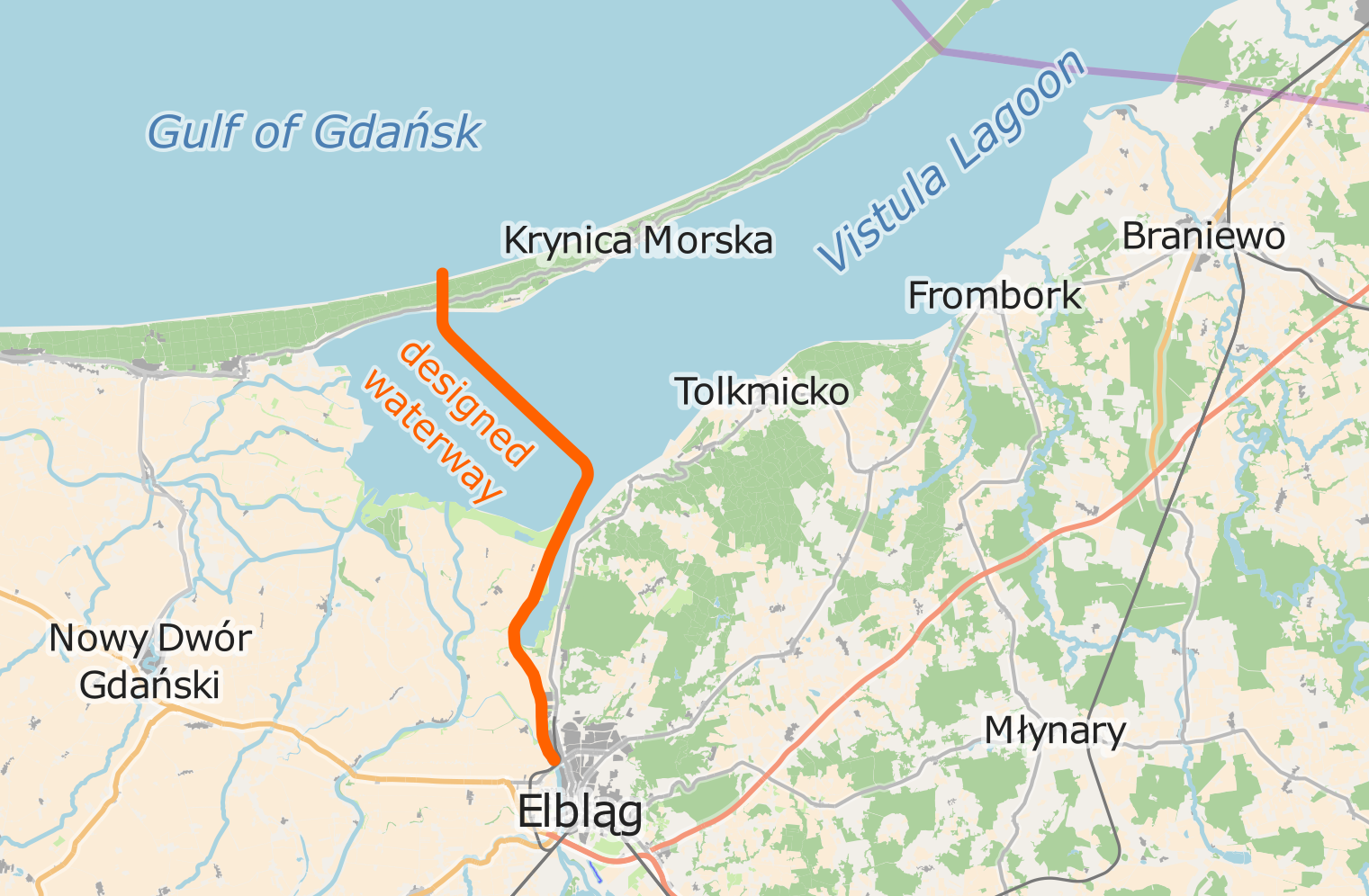
Voorgestelde waterweg Elbląg - Bocht van Gdańsk